# Krhov (Morávia do Sul)
Krhov é uma comuna checa localizada na região de Morávia do Sul, distrito de Blansko.